# Дубина Валентин Іларіонович
Валенти́н Іларіо́нович Дуби́на — науковець Запорізького національного технічного університету, «Відмінник освіти України»

## Життєпис
Після закінчення ПТУ працював слюсарем на запорізькому заводі «Радіоприлад».
Навчався в Запорізькому машинобудівному інституті, потім був інженером-конструктором у відділі головного конструктора підприємства. Перший аспірант кафедри машин і технології обробки металів тиском, учень професора Льва Живова. Закінчивши аспірантуру, Валентин Дубина 1966 року захистив кандидатську дисертацію у Харківському авіаційному інституті. Пройшов річне стажування у вищих навчальних закладах Канади, Франції, Англії, Японії, знайомлячись із системою підготовки інженерів з організації наукових досліджень у ковальсько-штампувальному виробництві.
Як педагог і вчений, В. І. Дубина багато зробив у ЗНТУ для поліпшення підготовки інженерів, зміцнення матеріально-технічної бази кафедри «Оброблення металів тиском». Він працює тут над вирішенням проблем, пов'язаних із технологією холодного видавлювання чорних і кольорових металів і сплавів, з динамікою ковальсько-штампувального обладнання.
У 1976—1998 роках В. І. Дубина — завідувач кафедри «Оброблення металів тиском».
1991 року отримав учене звання «професор».

## Праці
Дубина написав і надрукував понад 140 наукових статей, має 25 авторських свідоцтв на винаходи, 5 патентів, підготував два навчальні посібники. Керує аспірантурою.

## Відзнаки і нагороди
Творча і педагогічна праця ювіляра відзначена знаком «Відмінник освіти України», медаллю «За доблесну працю», багатьма грамотами і дипломами.